# Turkoiulus longiventris
Turkoiulus longiventris är en mångfotingart som beskrevs av Karl Wilhelm Verhoeff 1941. Turkoiulus longiventris ingår i släktet Turkoiulus och familjen kejsardubbelfotingar. Inga underarter finns listade i Catalogue of Life.